# Cataglyphis mauritanicus
Espèce
Cataglyphis mauritanicus est une espèce thermophile de Formicinae originaire du sud-ouest du désert du Sahara. Elle est capable de résister à des températures de 50° et plus.